# Huqin

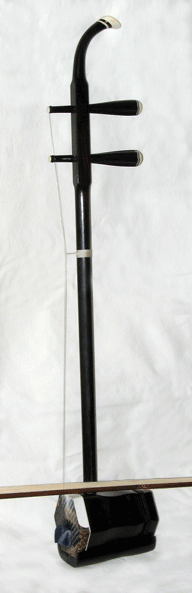
Erhu – dwustrunowa huqin

Huqin (chiń. 胡琴; pinyin húqin) – termin określający pojedynczy instrument muzyczny należący do rodziny chińskich lutni smyczkowych, których cechami wspólnymi są nieduże, walcowate pudło rezonansowe, długa i wąska szyjka przebijająca na wylot ścianki rezonatora, pokaźne kołki oraz łukowy smyczek, którego włosie poprowadzone jest pod przynajmniej jedną struną.
Badacze nie są w stanie sprecyzować genezy tej grupy instrumentów, ale przypuszczają, że powszechną popularność na całym Dalekim Wschodzie zyskały nie wcześniej niż na przełomie pierwszego i drugiego tysiąclecia n.e. Najstarszym z tej grupy może być xiqin – instrument opisany przez Chen Yanga w pochodzącej z przełomu XI i XII wieku księdze muzyki Yueshu. Wcześniejsze wzmianki o xiqin, którego dwie struny pobudzane były smyczkiem z cięciwą z bambusowego włókna, pochodzą z połowy VIII wieku.
Korpus huqina może być wykonany z bambusu, skorupy orzecha kokosowego lub z drewna; może mieć kształt sześcioboczny lub cylindryczny, o średnicy kilku centymetrów. Jedna do czterech strun rozciągnięte są między dolnym, wystającym z korpusu końcem szyjki, a kołkami, które osadzone są w główce odspodnio lub bocznie. Huqin może mieć jedną lub dwie płyty rezonansowe wykonane ze skóry jaszczurzej lub wężowej, lub z cienkiej deseczki.
Huqin wykorzystywany jest zarówno w muzyce ludowej, jak i w klasycznej oraz w operze.